# Barnard River
Der Barnard River ist ein Fluss im Osten des australischen Bundesstaates New South Wales.

## Geographie
Er entspringt bei Hanging Rock in der Great Dividing Range nördlich des Ben-Halls-Gap-Nationalparks. Von dort fließt er nach Südosten und mündet bei Bretti östlich des Woko-Nationalparks  in den Manning River.

### Nebenflüsse mit Mündungshöhen
- Ben Halls Creek – 633 m
- Back River – 548 m
- Tomalla Creek – 503 m
- Schofields Creek – 366 m
- Orham Creek – 344 m
- Myall Creek – 195 m
- Curricabark River – 170 m[1]